# Каскаснюнйок
Каскаснюнйок (в верховье Северный Каскаснюнйок) — река в Хибинах в Мурманской области России. Протекает по территории муниципального округа Кировск. Устье реки находится в 6,5 км по левому берегу реки Тульйок. Длина реки составляет 16 км. Населённых пунктов на реке нет.
Берёт начало из небольшого озера на перевале Умбозерский (527,2 м) и течёт на восток.
Имеет правый приток, реку Южный Каскаснюнйок, в бассейне которой расположено озеро Академическое (759,4 м над уровнем моря).

## Течение
Река имеет характерные для горной реки особенности: бурное течение, большие скорости (ввиду большого уклона). Аллювий как правило валунно-галечный, лишь в нижнем течении песчано-гравийный. Глубина русла — порядка 1-2 метров. Для Каскаснюнйока, как и для других хибинских рек, характерны проявления селевых процессов с формированием селевых террас и конусов. Один из крупнейших конусов выноса располагается в устье правого притока Северного Каскаснюнйока.

## Данные водного реестра
По данным государственного водного реестра России относится к Баренцево-Беломорскому бассейновому округу, водохозяйственный участок реки — реки бассейна Белого моря от западной границы бассейна реки Йоканга (мыс Святой Нос) до восточной границы бассейна реки Нива, без реки Поной. Речной бассейн реки — бассейны рек Кольского полуострова и Карелии.
Код объекта в государственном водном реестре — 02020000212101000009053.